# Rêşad Sorgul
Rêşad Sorgul (Qerqatke, provincie Diyarbakır, 1968) (pseudoniem voor Kutbettin Akgül) is een Koerdisch schrijver en journalist.
Sorgul volgde lager- en secundair onderwijs in Diyarbakır. In zijn  jeugd werkte hij als boer.
In 1991 ging hij naar de Egyptische hoofdstad Caïro, waar hij drie jaar studeerde. Het eerste jaar studeerde hij rechten op de Beiroet-universiteit te Alexandrië.  Nadien studeerde hij twee jaar geschiedenis op de Al-Azhar-universiteit.
Hij verliet Caïro in 1994 en ging naar Duitsland.
In 1997 begon hij bij het Koerdische Med TV televisiekanaal te werken. Daarna werkte hij ook bij andere Koerdische televisiekanalen  zoals Medya TV, Roj TV,  Newroz TV en Ronahi TV. In 2013 werkte hij bij Sterk TV.

## Boeken
- Veger (Terugkeer), 2001 uitgeverij Rewşen
- Evdalkovî (Evdalkovî, een berg in Koerdistan), 2004, uitgeverij Mesopotamia te Duitsland
- Seydayê Min (Mijn meester), 2007, uitgeverij Belkî te Istanboel
- Niqutî Dilê Min (Het kwam in me op), 2010, uitgeverij Welat te Istanboel

## Vertalingen naar het Koerdisch
- Bîranînen Gurbetê (Gurbet's dagboek), 1999, uitgeverij Mesopotamia
- Awaza Bilûrê (Mijn blokfluit's melodie), uitgeverij Jina Serbilind te Duitsland
- Gilgamêş (Gilgamesh), 2004, uitgeverij Mesopotamia. (auteur: Orhan Asena)
- Parastina Gelekî (Een volk beschermen), 2004, uitgeverij Mesopotamia (auteur: Abdullah Öcalan)
- Bazinê Nînattayê (De armband van Ninatta), 2008, uitgeverij Mesopotamia (auteur: Ahmet Ümit)
- Şaristanî (Beschaving) 2009 uitgeverij Mesopotamia (auteur: Abdullah Öcalan)
- Şaristaniya Kapîtalîst (Kapitalistische beschaving), 2010, uitgeverij Mesopotamia (auteur: Abdullah Öcalan)
- Sosyolojiya Azadiyê (Sociologie van de vrijheid), 2011, uitgeverij Mesopotamia (auteur: Abdullah Öcalan)
- Li Rojhilata Navîn Krîza Şaristaniyê û Çareseriya Şaristaniya Demokratîk (De crisis van de democratie in het Midden-Oosten en democratische beschaving als een oplossing), 2012, uitgeverij Mesopotamia (auteur: Abdullah Öcalan)
- Parastina Kurdên Di nav Pencê Qirkirina Çandî de (Koerden die onder culturele genocide zijn verdedigen), 2012, uitgeverij Mesopotamia (auteur: Abdullah Öcalan)
- Li Tirkiyê Tevkujiya Kurdan (De Koerdische genocide in Turkije), 2013, uitgeverij Mesopotamia[1]

- Library of Congress Control Number: n2010020337
- Virtual International Authority File: 120427376